# Varanus prasinus
El varano esmeralda (Varanus prasinus) es una curiosa especie arborícola de la familia Varanidae, pues sus vivos colores contrastan con los del resto de especies de su género. Habita Nueva Guinea y las islas del estrecho de Torres. El varano esmeralda mide entre 75 cm y 1 m, con su esbelto cuerpo que le ayuda a sostenerse en ramas estrechas. Usa su prénsil cola y sus largas garras para sujetarse a las ramas.
Esta especie inicialmente fue descrita como Monitor viridis por John Edward Gray en 1831. Su
actual nombre específico: prasinus, significa verde en Latín.

## Ecología
Cuando se encuentra amenazado, el varano esmeralda tiende a huir escurriéndose entre la floresta, aunque en su manejo, es un animal que muerde cuando se encuentra acorralado. 
Es uno de los pocas especies de varanos sociales, manteniendo pequeños grupos formados por un macho dominante, varias hembras, y algunos machos jóvenes.